# Camera stereometrica

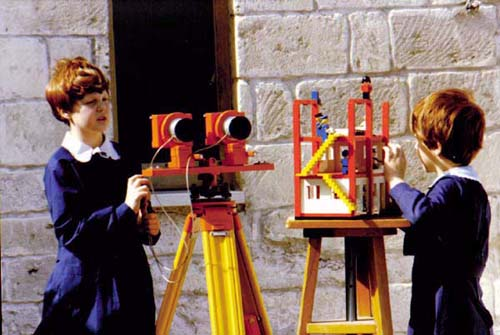
Camera stereometrica ottenuta montando due camere metriche Wild P32

La camera stereometrica, chiamata comunemente bicamera, è una particolare fotocamera stereoscopica costituita da una coppia di camere metriche fissate agli estremi di una barra indeformabile. 

## Caratteristiche

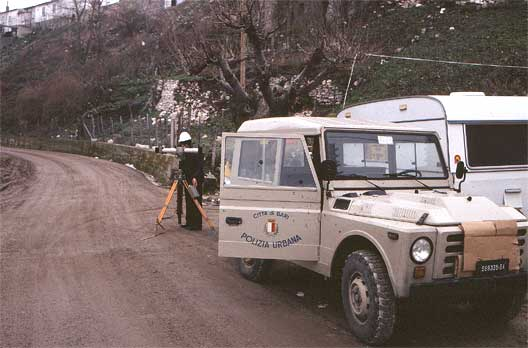
Unità Fotogrammetrica dei vigili urbani di Bari

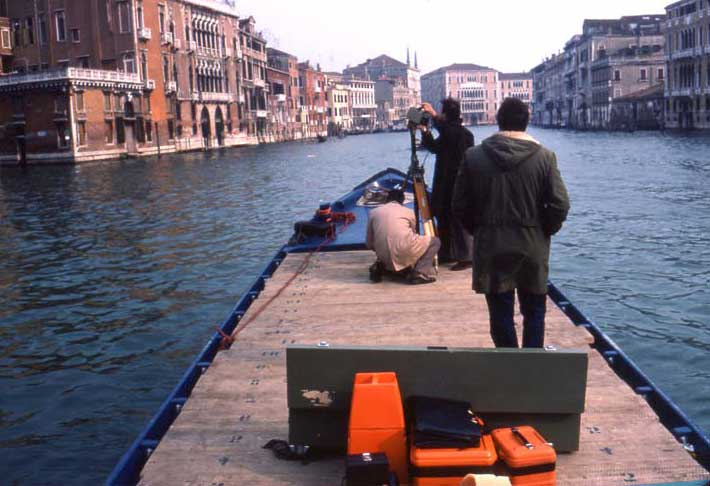
Rilievi a Venezia con la Wild C120

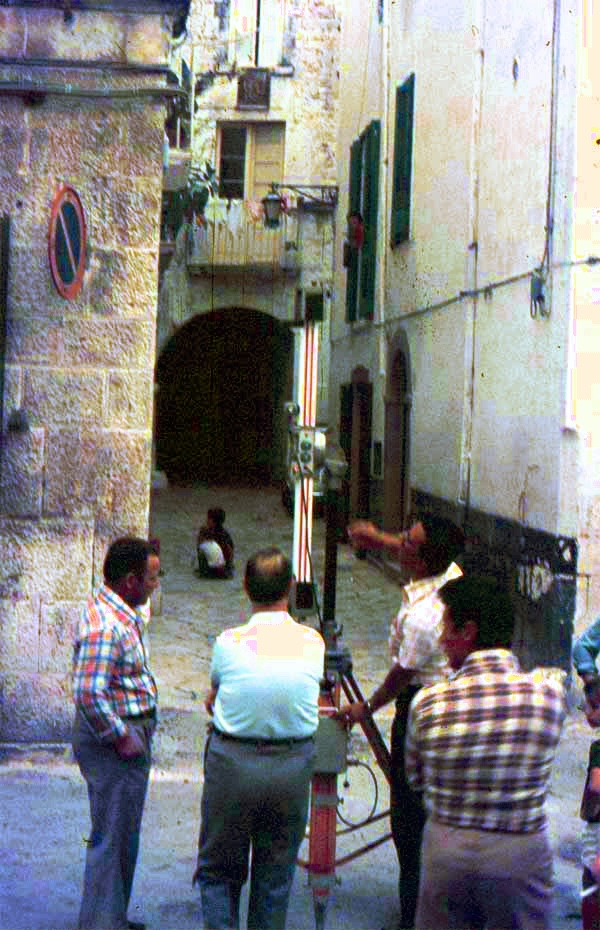
Wild C120 disposta con base verticale, negli anni 1970

### Base
La distanza tra i centri di proiezione dell'immagine (in pratica la distanza tra due punti corrispondenti delle camere) prende il nome di "base". Le due camere sono orientate con gli assi ottici paralleli e ortogonali alla base e l'intero sistema, dotato di livelle a bolla, supportato da un treppiedi, può ruotare intorno ad un asse verticale.  
Inizialmente la camera stereometrica è stata costruita per il rilievo degli incidenti stradali con base 1,20 m., per distanze di ripresa tra 6 e 24 m. (considerato che nel rilievo stereofotogrammetrico il rapporto tra la base e la distanza dell'oggetto fotografato deve essere compreso tra 1/5 e 1/20).
In seguito, grazie alla rapidità e semplicità delle operazioni di ripresa, l'impiego della camera stereometrica è stato esteso al rilievo dei beni culturali e alcune case costruttrici, come la Wild e la Zeiss, misero in commercio bicamere con base 1,20 cm, con testa inclinabile, e 40 cm, quest'ultima per distanze di ripresa comprese tra 2 e 8 m. In seguito qualche casa costruttrice ha messo in commercio anche una base su cui era possibile montare due camere metriche a distanze prefissate, come le Wild P32 utilizzate nella sperimentazione per l'insegnamento della fotogrammetria nella scuola elementare.

### Formato immagine
L'obiettivo, per la sua stessa forma, proietta sul piano della superficie sensibile un'immagine a forma circolare, di cui ogni fotocamera fissa una zona, di forma rettangolare o quadrata, sulla superficie sensibile. Il formato immagine è dato proprio dalle dimensioni dell'immagine fissata. Queste dimensioni sono, ovviamente, inferiori a quelle della lastra utilizzata e non è detto che due camere, che utilizzano lo stesso tipo di lastra, abbiano lo stesso formato immagine. Da tener presente, infine, che sull'immagine vengono impresse alcune informazioni, quali le marche per l'individuazione del punto principale e la distanza principale della camera stessa. 

### Distanza principale
La focale di un obiettivo è la distanza tra il centro di proiezione e la superficie sensibile, misurata in millimetri, quando la messa a fuoco è su infinito. La "distanza principale", invece, è diversa dalla focale ed è la distanza tra il centro di proiezione e la superficie sensibile esistente al momento della ripresa e viene misurata in centesimi di millimetro. Per ovvi motivi, le camere metriche sono quasi tutte a fuoco fisso e la distanza principale, misurata in fabbrica, varia da camera a camera anche a parità di focale. Per esempio nella camera stereometrica Wild C120, utilizzata dall'Unità Fotogrammetrica dei Vigili Urbani di Bari per i rilievi dei monumenti danneggiati dal terremoto del 1980, le distanze principali delle camere, entrambe di focale 60 mm, misurano 63,43 e 63,47 mm.

### Decentramento
L'"angolo di ripresa" è l'angolo entro cui una camera riesce a fotografare ed è, in pratica, l'angolo al vertice di un triangolo che ha per base la diagonale del cerchio-immagine e per altezza la focale. Nel caso delle camere metriche si parla di "angolo di ripresa orizzontale" e di "angolo di ripresa verticale", secondo che la base del triangolo sia il lato orizzontale o quello verticale dell'immagine impressa. 
Al fine di semplificare la messa in stazione dello strumento ed effettuare riprese con asse ottico orizzontale, l'obiettivo viene decentrato rispetto all'immagine, in modo da avere un angolo di ripresa verticale asimmetrico. Per esempio nel caso della camera stereometrica Wild C120, il punto principale viene individuato dalle mezzerie della congiungente due marche di riferimento, ma esse si trovano a 1/3  dell'altezza del fotogramma e, di conseguenza, misurando la focale 60 mm e il formato immagine 60x80 mm, l'angolo di ripresa orizzontale misura 64°. L'angolo di ripresa verso l'alto 17° 20' e l'angolo di ripresa verso il basso 32°. Per utilizzare la stessa camera nei rilievi architettonici, il treppiedi è stato dotato di una testata in grado di accogliere la stereocamera capovolta (in modo da avere un angolo di ripresa maggiore verso l'alto) e di inclinarla di 10°, 30°, 60° e 90°.